# Pasasti kamenjak
Pasasti kamenjak (znanstveno ime Sympetrum pedemontanum) je vrsta raznokrilih kačjih pastirjev iz družine ploščcev, razširjena v širokem pasu od Zahodne Evrope do Vzhodne Azije.

## Opis
Po obarvanosti je nezamenljiv zaradi široke rjave proge preko vsakega krila, ki tvori kontrast z veliko rdečo oz. pri samicah in mlajših samcih svetlorjavo pterostigmo. Noge so črne, oprsje rjavo, zadek pri samcih pa rahlo kijasto zadebeljen in temnordeče barve. Odrasli dosežejo 28 do 35 mm v dolžino, s čimer je pasasti kamenjak eden najmanjših predstavnikov svojega rodu. Podoben je krvavordečemu kamenjaku, ki pa nima proge čez krila.
Ima počasen, prhutajoč let, za razliko od večine ostalih kamenjakov, ki so močnejši letalci. Odrasli letajo pozno, z viškom aktivnosti med drugo polovico julija in začetkom septembra.

## Ekologija in razširjenost
Preferenca za habitate se razlikuje med regijami, v grobem pa je vrsta vezana na zaraščene evtrofne stoječe ali počasi tekoče vode. Izvorno je živel v okoljih, kot so gorske doline in vznožja gora, ki jih je pozimi in spomladi pogosto poplavilo, poleti pa včasih izsušilo, zdaj pa uspeva tudi v podobnih umetnih vodnih telesih, kot so jarki, ribniki, kanali in v severni Italiji tudi riževa polja.
Območje razširjenosti se razteza od Zahodne Evrope do skrajnega vzhoda Azije vključno s Sahalinom in Japonsko. Pri tem pa je pojavljanje razpršeno in v velikih delih tega območja se pasasti kamenjak ne pojavlja; zelo redek ali povsem odsoten je denimo na Hrvaškem, v Bosni in Hercegovini, Srbiji, Črni gori in Albaniji, medtem ko obstaja več podatkov o pojavljanju v soseščini teh držav, vključno s Slovenijo. V vsem območju razširjenosti je številčnost majhna, a zaradi velikosti tega območja vrsta ne velja za ogroženo.
Še do konca 20. stoletja je veljal pasasti kamenjak tudi v Sloveniji za izjemno redko in kritično ogroženo vrsto; znan je bil en sam podatek ob Bloščici iz 1990. let, kjer ga odonatologi kasneje, kljub načrtnemu iskanju, niso več odkrili. Šele v kasnejših letih so ga našli na nekaj dodatih lokacijah, a ostaja redek. Kot redka vrsta je uvrščen na Rdeči seznam kačjih pastirjev iz Pravilnika o uvrstitvi ogroženih rastlinskih in živalskih vrst v rdeči seznam.